# Summer World University Games 2025/Teilnehmer (Kanada)
| Gelbes Symbol für Goldmedaillen mit stilisierten Olympischen Ringen | Graues Symbol für Silbermedaillen mit stilisierten Olympischen Ringen | Braundes Symbol für Bronzemedaillen mit stilisierten Olympischen Ringen |
| ------------------------------------------------------------------- | --------------------------------------------------------------------- | ----------------------------------------------------------------------- |
| 2                                                                   | 1                                                                     | 8                                                                       |

Kanada nahm an den Summer World University Games 2025 vom 16. bis zum 27. Juli mit 125 Athleten (57 Männer und 68 Frauen) teil.

## Medaillen

### Medaillenspiegel
| Rang   | Sportart       | Gold | Silber | Bronze | Gesamt |
| ------ | -------------- | ---- | ------ | ------ | ------ |
| 1      | Turnen         | 1    | 1      | 2      | 4      |
| 2      | Taekwondo      | 1    | –      | 2      | 3      |
| 3      | Leichtathletik | –    | –      | 2      | 2      |
| Gesamt | Gesamt         | 2    | 1      | 8      | 11     |

### Medaillengewinner
| Name/n                                                                                 | Sportart       | Wettkampf            |
| -------------------------------------------------------------------------------------- | -------------- | -------------------- |
| Gold                                                                                   |                |                      |
| Félix Dolci                                                                            | Turnen         | Reck                 |
| Nithan Brindamohan                                                                     | Taekwondo      | Kyorugi -54 kg       |
| Silber                                                                                 |                |                      |
| Félix Dolci Jayson Rampersad Ioannis Chronopoulos William Émard Matteo Bardana         | Turnen         | Mannschaftsmehrkampf |
| Bronze                                                                                 |                |                      |
| William Émard                                                                          | Turnen         | Einzelmehrkampf      |
| William Émard                                                                          | Turnen         | Ringe                |
| Leonarda Andric                                                                        | Taekwondo      | Kyorugi -67 kg       |
| Chang Kai-hsin Gordon Cheuk Ethan So                                                   | Taekwondo      | Poomsae Mannschaft   |
| Rachel Grenke                                                                          | Leichtathletik | Stabhochsprung       |
| Paige Willems Tyra Boug Favour Okpali Georgia Oland (Finale) Shelby MacIsaac (Vorlauf) | Leichtathletik | 4 × 400 m Staffel    |

## Teilnehmer nach Sportarten

### Badminton
| Männer - Kiren Deraj - Victor Lai - Timothy Lock - Nathan Mills - Harold Tan - Jasper Tang | Frauen - Chloe Hoang - Sophia Nong - Ritu Shah - Sherry Wu - Alena Yu - Eliana Zhang |

### Bogenschießen
| Männer - Benjamen Lee - Trevor Hoy - Victor Chen | Frauen - Brynnleigh Lohner - Amelia Gagne - Jyotsna Challa - Natalee Chan |

### Leichtathletik
| Männer - Travis Campbell - Nikolaos Dowhos - Jonathan Podbielski - Alexander Purnell - Joshua Duckman - Jordan Soufi - Daniel Earles - Keshawn Igbinosun - David Moulongou - Benjamin Tilson - Rui Ramsay - Dawson Mann - William Boyle - Thomas Laviolette - Jake Neufeld - Emanuel Désilets - Wesley Eze - Miles Brackenbury - Aiden Grout - Arman Shahzadeh - Kenneth West - Arthur Stanat - Lauchlan Irish - Daxx Turner | Frauen - Vivian Ogor - Favour Okpali - Georgia Oland - Adenike Abiodun - Tyra Boug - Camille Boudreau - Chloe Coutts - Dyinsola Ogunremi - Marisha Thompson - Georgia Bernhard - Paige Willems - Shelby MacIsaac - Hannah Hagerty - Emma Parnetta - Elise Coates - Ahsley Maguire - Julia Agostinelli - Sophie Coutts - Jessica Gyamfi - Chelsea MacIsaac - Robin Selkirk - Celia Markovinovic - Lara Denbow - Rachel Grenke - April Kippers - Liv Sands |

### Rudern
| Männer - Charles-Etienne Tabet (Einer) - Calvin Pally (Doppelzweier) - Keithan Woodhouse (Doppelzweier) - Connor Attridge (Zweier ohne Steuerfrau) - Robert Bryden (Zweier ohne Steuerfrau) | Frauen - Emily Munroe (Einer) - Catherine Chénier-Gagnon (Doppelzweier) - Pepper Howe (Doppelzweier) - Ceilidh Aho (Vierer ohne Steuerfrau) - Ceilidh MacDonald (Vierer ohne Steuerfrau) - Madelyn Vandermeer (Vierer ohne Steuerfrau) - Olivia Calbeck (Vierer ohne Steuerfrau) |

### Schwimmen
| Männer - Chris Weeks - Liam Weaver - Brayden Taivassalo - Patrick Hussey - Benjamin Loewen - Collyn Gagne | Frauen - Delia Lloyd - Ashley McMillan - Shona Branton - Emma O’Croinin - Julia Strojnowska - Julie Brousseau |

### Taekwondo
| Männer - Nithan Brindamohan - Yohan Chang - Ayoub Bouriel - Kai-Hsin Chang - Ethan So - Gordon Cheuk | Frauen - Emma Chau - Valerie Ho - Evelyn Wu - Leonarda Andric - Sofie Nicholson - Josipa Kafadar - Rachel Fountain - Sophia Fokas - Sarangi Brindamohan |

### Tischtennis
| Männer - Kevin Guo - Terence Yeung | Frauen - Crystal Liu - Ivy Liao - Gina Fu - Nicole Cai |

### Turnen

#### Gerätturnen
| Männer - Félix Dolci - Jayson Rampersad - Ioannis Chronopoulos - William Émard - Matteo Bardana | Frauen - Maddison Hajjar - Kahlyn Lawson - Virginie Therrien - Evandra Zlobec |

#### Rhythmische Sportgymnastik
Frauen
- Suzanna Shahbazian
- Erica Lee